# Liga dos Comunistas do Kosovo
A Liga dos Comunistas do Kosovo (Servo-croata: Savez komunista Kosova, Савез комуниста Косова, SKK/СКК; em albanês: Lidhja e Komunistëve të Kosovës) foi o ramo do Kosovo da Liga dos Comunistas da Iugoslávia.

## História
Ao contrário das várias facções na Iugoslávia que compunham a Liga dos Comunistas da Iugoslávia, o Partido Comunista do Kosovo foi fundado em 25 de julho de 1937. O status de província autônoma honorária foi concedido aos comunistas albaneses étnicos que ajudaram os guerrilheiros iugoslavos em suas lutas durante a Segunda Guerra Mundial, esculpida a partir da seção da antiga província otomana dentro da República Socialista da Sérvia (ou seja, enquanto um pedaço da antiga província foi dado à Albânia em 1912, as outras seções foram concedidas às repúblicas recém-criadas da Iugoslávia: Montenegro e Macedônia). O novo partido recebeu a tarefa de administrar certos assuntos locais. Em 1952, o partido foi renomeado para Liga dos Comunistas do Kosovo. 
Desde a sua criação, a administração do Kosovo não tinha poder real. Com várias revisões da constituição, a LCK recebeu cada vez mais poder até que, quando a nova constituição foi ratificada em 1974, maior poder foi delegado a todos os poderes. 
No início da década de 1990, as crescentes tensões étnicas entre as repúblicas da Iugoslávia levaram à dissolução do partido federal — os comunistas do Kosovo queriam transformar o Kosovo de uma república autônoma dentro da Sérvia na 7ª República Socialista da Iugoslávia, com o mesmo status da Croácia, Montenegro, Bósnia, Macedônia, Eslovênia e Sérvia propriamente dita. 
Em 12 de outubro de 1990, deixou de existir devido a emendas à constituição que reverteram o Kosovo ao seu status pré-1974 por Slobodan Milosević. 

## Líderes Partidários
1. Miladin Popović (Setembro de 1944 – Março de 1945)
2. Đorđije Pajković (Março de 1945 – Fevereiro de 1956)
3. Dušan Mugoša (Fevereiro de 1956 – 1965)
4. Veli Deva (1965 – 28 de junho de 1971)
5. Mahmut Bakalli (28 de junho de 1971 – 6 de maio de 1981)
6. Veli Deva (6 de maio de 1981 – Junho de 1982)
7. Sinan Hasani (Junho de 1982 – Maio de 1983)
8. Ilaz Kurteshi (Maio de 1983 – Março de 1984)
9. Svetislav Dolašević (Março de 1984 – Maio de 1985)
10. Kolë Shiroka (Maio de 1985 – Maio de 1986)
11. Azem Vllasi (Maio de 1986 – Maio de 1988)
12. Kaqusha Jashari (Maio de 1988 – 17 de novembro de 1988)
13. Remzi Kolgeci (interino; 17 de novembro de 1988 – 27 de janeiro de 1989)
14. Rrahman Morina (27 de janeiro de 1989 – 12 de outubro de 1990)